# Menesecmo
Menesecmo (in greco antico: Mενέσαιχμος?, Menésaichmos; IV secolo a.C. – IV secolo a.C.) è stato un politico ateniese, feroce avversario di Licurgo.

## Biografia
Menesecmo fece mettere sotto accusa e condannare Licurgo, accusandolo di empietà. Quando Licurgo sentì giungere la fine (323 a.C.), egli stesso decise di rivolgersi alla Boulé per rendere conto della sua condotta pubblica, e Menesecmo fu l'unico che osò trovare difetti al suo operato. Continuò la sua ostilità contro i figli di Licurgo, anche dopo la morte del padre, riuscendo a far intentare un procedimento penale contro di loro, che furono consegnati in custodia gli Undici. Vennero poi rilasciati a seguito di un intervento di Demostene. 